# Guido Fassi
Guido Fassi (Carpi, 5 dicembre 1584 – Carpi, 21 settembre 1649) è stato un inventore e artista italiano.

## Biografia
Fu artista della scagliola, un particolare procedimento che crea effetti decorativi di altissimo livello artistico (crea effetto marmo partendo da materiali poveri quali gesso e pigmenti utilizzando una tecnica a intarsio). Inoltre a lui si deve la progettazione e costruzione della torre dell'orologio che si trova nel castello di Carpi (palazzo dei Pio di Savoia). Alcune sue opere peculiari sono conservate presso la cattedrale di Carpi e la chiesa di San Nicolò.